# Universidade Europeia das Canárias
Universidade Europeia das Canárias (UEC; em castelhano: Universidad Europea de Canarias) é a primeira instituição de ensino superior privada das Ilhas Canárias, na Espanha. Iniciou suas atividades em outubro de 2012, tendo sua sede no município de La Orotava, próximo de Santa Cruz de Tenerife. Em dezembro de 2018, a Laureate International Universities vendeu a Universidade Europeia de Madrid (UEM), Valência (UEV) e Canárias, dentre outras, ao fundo inglês de investimentos Permira.